# Трајчинг
Трајчинг (њем. Traitsching) општина је у њемачкој савезној држави Баварска. Једно је од 38 општинских средишта округа Кам. Према процјени из 2010. у општини је живјело 4.075 становника. Посједује регионалну шифру (AGS) 9372164.

## Географски и демографски подаци
Трајчинг се налази у савезној држави Баварска у округу Кам. Општина се налази на надморској висини од 416 метара. Површина општине износи 45,4 km². У самом мјесту је, према процјени из 2010. године, живјело 4.075 становника. Просјечна густина становништва износи 90 становника/km².